# Lindheimera
Lindheimera là một chi thực vật có hoa trong họ Cúc (Asteraceae).

## Loài
Chi Lindheimera gồm các loài: